# Scotinotylus kenus
Scotinotylus kenus là một loài nhện trong họ Linyphiidae.
Loài này thuộc chi Scotinotylus. Scotinotylus kenus được Ralph Vary Chamberlin miêu tả năm 1949.